# Perrunichthys perruno
Perrunichthys perruno là một loài cá da trơn (bộ Siluriformes) trong chi đơn loài Perrunichthys của họ Pimelodidae. Loài này đạt chiều dài 60,0 cm (23,6 in). Loài này có nguồn gốc từ Colombia và Venezuela từ hồ Maracaibo. Loài cá này đôi khi được gọi là cá nheo báo.